# Пилипович, Владимир Антонович
Влади́мир Анто́нович Пилипо́вич (бел. Уладзі́мір Анто́навіч Піліпо́віч; 5 января 1931, д. Слобода Мозырского района Гомельской области — 2 апреля 2018, Минск) — белорусский учёный в области лазерной физики и оптической обработки информации, академик Национальной академии наук Беларуси (1980, член-корреспондент с 1977), доктор физико-математических наук (1972), профессор (1977), заслуженный деятель науки БССР  (1978), лауреат Государственных премий СССР и Республики Беларусь.

## Биография
Владимир Антонович Пилипович родился 5 января 1931 года в деревне Слобода Мозырского района Гомельской области, в семье учителя. В 1949 году окончил Гребенёвскую среднюю школу Могилевского района, в 1954 году — физико-математический факультет Белорусского государственного университета, а в 1957 году — аспирантуру при Государственном оптическом институте им. С.И. Вавилова в Ленинграде. С 1957 года Пилипович работал младшим научным сотрудником Института физики АН БССР. В 1971 году он был назначен директором Лаборатории электроники АН БССР, преобразованной два года спустя в Институт электроники АН БССР. Пилипович возглавлял этот институт на протяжении 25 лет, одновременно занимая должность заведующего лабораторией оптических методов обработки информации, а в 1983—1987 годах был главным учёным секретарём Президиума АН БССР. С 1998 года он занимал пост почётного директора Института электроники, с 2007 года заведующего лабораторией, а с 2008 года — главного научного сотрудника Института физики им. Б.И. Степанова Национальной академии наук Беларуси, продолжал активно заниматься научной работой.
Владимир Антонович активно и плодотворно занимался научно-организационной деятельностью, на протяжении многих лет являлся членом ряда научных и научно-технических советов и секций АН СССР, Госкомитета СССР по информатике и вычислительной технике Министерства радиопромышленности СССР, Высшей аттестационной комиссии СССР, комиссий Президиума Совета министров БССР по вопросам научно-технического прогресса и др.
Результаты исследований и разработок Пилиповича опубликованы более чем в 400 научных работах, в том числе в 3 монографиях, 231 научной статье и 165 авторских свидетельствах и патентах на изобретение. В области лазерной физики и оптической обработки информации им создана признанная научная школа, среди его учеников 3 доктора и 32 кандидата наук.

## Научная деятельность
Во время обучения в аспирантуре Государственного оптического института Пилипович прошёл прекрасную школу физической оптики под руководством одного из крупнейших физиков-оптиков Бориса Яковлевича Свешникова. В этот период Владимир Антонович выполнил цикл исследований длительного свечения органофосфоров. Полученные результаты были обобщены в его кандидатской диссертации.
Новым этапом в научной деятельности Пилиповича явились исследования в области лазерной физики, начатые им в Институте физики АН БССР вскоре после появления первых сообщений об открытии лазеров. Он одним из первых в республике начал экспериментальные исследования твердотельных лазеров. Под его руководством в 1963 году был создан первый в Беларуси лазер на рубине, а впоследствии и на неодимовом стекле. Им разработаны чувствительные методы измерения потерь излучения, определяющих коэффициент полезного действия лазера, выполнены работы, посвящённые экспериментальному и теоретическому исследованию фототропных сред и их применению как в качестве пассивных затворов твердотельных лазеров, так и в качестве активных сред для получения вынужденного излучения. Путём численного моделирования и экспериментально исследованы особенности взаимодействия коротких лазерных импульсов с растворами сложных молекул, впервые систематически исследовано влияние их спектрально-люминесцентных свойств на свойства генерации твердотельных лазеров с пассивными затворами на основе таких сред. Впервые экспериментально было измерено развитие моноимпульсной генерации в лазерах с активными и пассивными затворами в широком диапазоне изменения интенсивности, начиная с уровня спонтанных шумов, и установлена корреляция между временем развития гигантского импульса в резонаторе и спектральной шириной излучения. Результаты исследований свойств лазеров с просветляющимися фильтрами обобщены и систематизированы в монографии «Оптические квантовые генераторы с просветляющимися фильтрами», изданной в 1975 году.
Владимир Антонович положил начало исследованиям по анизотропии вынужденного излучения растворов органических соединений. Результаты по этой теме вошли в цикл работ «Явления анизотропии в лазерах и принципы поляризационной лазерной спектроскопии», удостоенный в 1996 году Государственной премии Республики Беларусь.
Результаты исследований влияния потерь и анизотропии усиления на работу лазеров обобщены в докторской диссертации, защищённой им в 1972 году.
По инициативе Пилиповича в Институте электроники АН БССР были развернуты исследования по перспективным направлениям микро- и оптоэлектроники, оптическим методам обработки информации, научному приборостроению, сформирована первая в Беларуси программа фундаментальных исследований по разработке научных основ создания элементной базы быстродействующих микро- и оптоэлектронных устройств обработки информации.
Под руководством и при непосредственном участии Владимира Антоновича разработаны эффективные методы и средства многоканальной модуляции лазерных пучков на основе сегнетоэлектрических жидкокристаллических электро- и акустооптических материалов, методы формирования и голографической записи двумерных массивов оптической информации, предложены и исследованы новые материалы для реверсивной записи и отображения оптической информации, созданы макеты голографических запоминающих устройств. Часть из названных результатов вошла в цикл работ «Фундаментальные исследования фоторефрактивных и жидких кристаллов для оптических систем обработки информации», удостоенный в 1985 году Государственной премии СССР.
В последние годы Пилиповичем были выполнены важные работы по компенсации затухания и усилению информационных цифровых сигналов в оптическом волокне, разработан эффективный метод амплитудной модуляции света, основанный на многократной, многолучевой интерференции, а также методы оптического мультиплексирования и многопараметрического кодирования информационных сигналов, обеспечивающие высокую надёжность и скорость передачи информации.

## Награды
- Орден Трудового Красного Знамени (1981)
- Государственная премия СССР (1985)
- Государственная премия Республики Беларусь в области науки и техники (1996)
- Медаль «За доблестный труд»

## Основные труды

### Книги
- Пилипович В.А., Ковалев А.А. Оптические квантовые генераторы с просветляющимися фильтрами. — Минск: Наука и техника, 1975.
- Пилипович В.А., Есман А.К., Визнер А.А. Фотоэлектрические преобразователи в системах оптической обработки информации. — Минск: Наука и техника, 1990.
- Пилипович В.А., Есман А.К., Поседько В.С. Многоэлементные фотоприемники в преобразователях перемещений. — Минск: Наука и техника, 1991.

### Патенты
- Голографический концентратор солнечной энергии Архивная копия от 4 марта 2016 на Wayback Machine
- Электрооптический модулятор с поперечным приложением управляющего поля Архивная копия от 5 марта 2016 на Wayback Machine